# Anacroneuria quimbaya
Anacroneuria quimbaya és una espècie d'insecte plecòpter pertanyent a la família dels pèrlids.

## Etimologia
El seu nom científic fa referència a la cultura ameríndia autòctona de l'àrea de distribució d'aquesta espècie.

## Descripció
- Els adults presenten un color general marró combinat amb groc, el pronot amb una franja ampla i clara, el segment de la tíbia marró fosc i les membranes alars transparents amb la nervadura marró fosc.
- Les ales anteriors del mascle fan 18 mm de llargària.
- Ni la larva ni la femella no han estat encara descrites.[3]

## Hàbitat
En el seu estadi immadur és aquàtic i viu a l'aigua dolça, mentre que com a adult és terrestre i volador.

## Distribució geogràfica
Es troba a Sud-amèrica: Colòmbia.